# Modesta Sanginés Uriarte

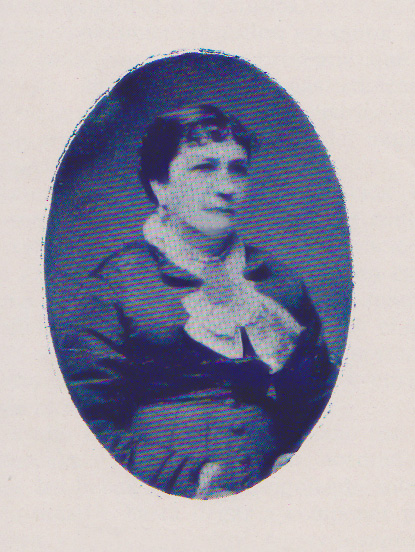
Modesta Sanginés

Modesta Sanginés Uriarte, född 1832, död 1887, var en boliviansk kompositör, filantrop och författare. Hon utgav 50 kompositioner, grundade 1863 det musikaliska sällskapet Sociedad Filarmónica de La Paz, och startade 1875 tidningen Jardincito de María. 